# 岡山県道40号岡山港線
岡山県道40号岡山港線（おかやまけんどう40ごう おかやまこうせん）は、岡山県岡山市南区から岡山市北区に至る県道（主要地方道）である。

## 概要
岡山市南区築港元町から北区の十日市交差点を結ぶ。
路線の大部分は1937年（昭和12年）に操業開始した倉敷絹織（現クラレ）岡山工場に物資や原料等の輸送を主目的に1934年（昭和9年）に整備され始めた。片側2車線、直線の多い幹線道路で、特に朝夕の交通量が多く、工業・港湾施設が集中する岡南地区への主要道路となっている。

### 路線データ
- 起点：岡山県岡山市南区築港元町（岡山港）
- 終点：岡山県岡山市北区神田町2丁目（十日市交差点、国道30号交点）

## 歴史
- 1993年（平成5年）5月11日 - 建設省から、県道岡山港線が岡山港線として主要地方道に指定される[1]。

## 路線状況
整備された当初の路線のうち、海岸通1丁目 - 平福2丁目の間は岡山市道101000125号平福海岸通線になっている。

### 愛称
古くから「人絹道路（じんけんどうろ）」の愛称がある。なお、この愛称の由来においては地元においては二通りの謂れが伝えられており、現在では両説共に正しいとされている。
- ひとつは整備当初の倉敷絹織岡山工場への輸送路としての名称の謂れである。人絹とは、人造絹糸の略称であり、レーヨンなど一部の化学繊維の別名（和名）として使用されている。地場の産業界や道路業界では、こちらの謂れを重視している。
- もうひとつは日本人女性初のオリンピックメダリストとして知られている人見絹枝にまつわる名称の謂れである。本路線は人見の出身地である岡山県御津郡福浜村（現・岡山市南区福浜・福成近辺地域）を南北に縦断する形で施設されており、人見の出身校である福浜村立福浜尋常高等小学校（現・岡山市立福浜小学校）も本路線の沿線に存在。同校には人見絹枝のブロンズ像が設置されている。そのため人見の偉業を後世に伝えるために出身地にかかる主要道である本線に「人見絹枝の道路」略して「人絹道路」と冠した、とされている。地元の教育・スポーツ界ではこちらの謂れを重視している。

## 地理

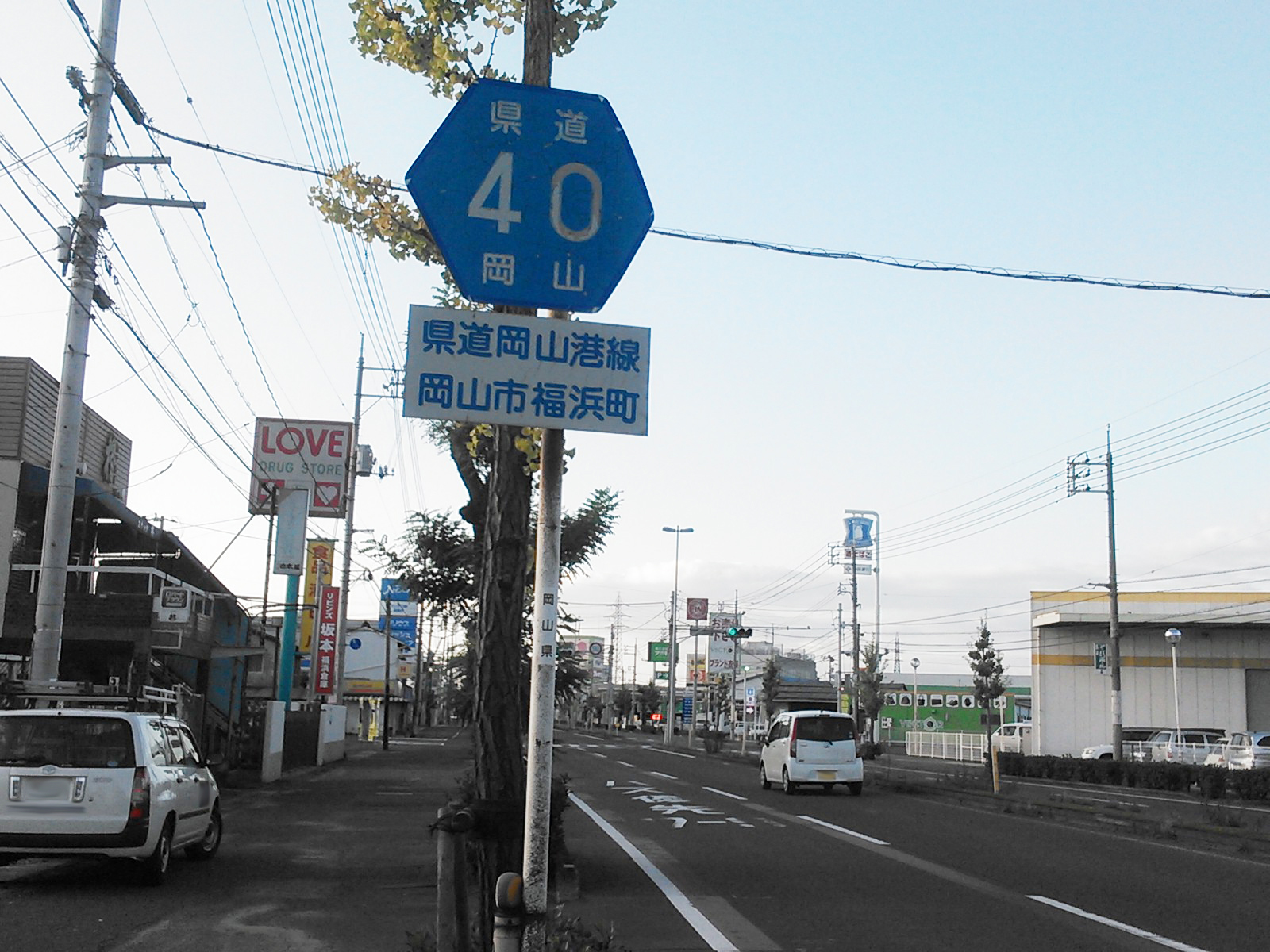
福浜町付近。至岡山バイパス方面

### 通過する自治体
- 岡山市（南区 - 北区）

### 交差する道路
| 交差する道路 | 市町村名 | 市町村名 | 交差する場所 | 交差する場所        |
| --- | -------- | -------- | ------------ | ------------------- |
| 岡山県道45号岡山玉野線 / 支線（旧岡南大橋有料道路） | 岡山市   | 南区     | 築港元町     |                     |
| 岡山市道101000118号築港元町1号線 | 岡山市   | 南区     | 築港元町     |                     |
| 岡山市道101000125号平福海岸通線 | 岡山市   | 南区     | 平福2丁目    |                     |
| 岡山県道214号洲崎米倉線 岡山市道101000116号福浜町築港栄町線 | 岡山市   | 南区     | 洲崎2丁目    | 洲崎交差点          |
| 国道2号 / 岡山バイパス | 岡山市   | 南区     | 福富中1丁目  | バイパス福富交差点  |
| 岡山県道212号浦安豊成線 | 岡山市   | 南区     | 豊浜町       | 豊成交差点          |
| 岡山市道301000204号十日市中町平井線 / 都市計画道路下中野平井線 岡山市道401166021号十日市中町21号線 / 都市計画道路下中野平井線 岡山市道401167020号十日市西町20号線 / 都市計画道路下中野平井線 | 岡山市   | 北区     | 十日市西町   |                     |
| 国道30号 | 岡山市   | 北区     | 神田町2丁目  | 十日市交差点 / 終点 |

### 沿線
- 岡山港
- 岡山市立福島小学校
- 岡山市立福浜小学校